# الحرس الجمهوري السوري
الحرس الجمهوري السوري تعد هذه الفرقة أقوى فرق الجيش السوري وأكثرها تسليحا وتطورا. مهمتها حماية العاصمة دمشق من أي تهديدات أو عدوان خارجي.
وهي الوحدة العسكرية الوحيدة التي يسمح لها بدخول العاصمة دمشق. ويتمركز حول مداخل دمشق الأربعة. والحرس الجمهوري يختلف عن الفرقة الرابعة التي هي إحدى فرق الجيش السوري وليس له أي ارتباط بها.
يتألف الحرس الجمهوري من 10,000 جندي. وعدد من الألوية التي تتلقى تدريبات قوات النخبة. من المعلومات الخاطئة والمتداولة إعلامياً بشكل واسع أن قائد الحرس هو العميد ماهر الأسد شقيق  الرئيس بشار الأسد الرئيس السوري. حيث أن العميد ماهر الأسدقائد لواء في الفرقة الرابعة وليس له أي علاقة بالحرس الجمهوري, ومما يعتقد أن إبعاده عن الحرس الجمهوري نتيجة للتجربة السابقة مع رفعت الأسد وسرايا الدفاع والمحاولة الانقلابية على الرئيس حافظ الأسد.[بحاجة لمصدر] وقد تم تشكيل الحرس في نهاية السبعينيات من القرن العشرين إثر الصدامات المسلحة التي حصلت بين نظام الرئيس الراحل حافظ الأسد مع جماعة الأخوان المسلمين في عدة مدن مثل حماة وحلب وغيرها.[بحاجة لمصدر]

## من قادة الحرس الجمهوري
- العقيد علي خزام، أحد أبرز القادة العسكريين، قتل في 6 تشرين الأول 2012.
- العميد عصام زهر الدين، مهمته القضاء على داعش في دير الزور وهو قائد اللواء 104 حرس جمهوري.
- اللواء الركن ماهر الأسد رئيس فقط للرقة الرابعة في الجيش العربي السوري .